# Punk-O-Rama III
Punk-O-Rama III is het derde album uit de Punk-O-Rama reeks. Dit album bevat twee nog niet eerder uitgebrachte nummers, namelijk "We Threw Gasoline on the Fire and Now We Have Stumps for Arms and No Eyebrows" van NOFX en "Wake Up" van Pennywise. Het nummer van NOFX verscheen later op het verzamelalbum 45 or 46 Songs That Weren't Good Enough to Go on Our Other Records.

## Nummers
1. "We Threw Gasoline on the Fire and Now We Have Stumps for Arms and No Eyebrows" - NOFX
2. "Everybodies Girl" - Dwarves
3. "World's on Heroin" - All
4. "Say Anything" - The Bouncing Souls
5. "Delinquent Song" - Voodoo Glow Skulls
6. "Everready" - H2O
7. "Greed Motivates" - Straight Faced
8. "Telepath Boy" - ZEKE
9. "Never Connected" - Union 13
10. "Gotta Go" - Agnostic Front
11. "Defiled" - New Bomb Turks
12. "Haulass Hyena" - The Cramps
13. "Rats in the Hallway" - Rancid
14. "Steel-Toed Sneakers" - Humpers
15. "Bad Seed" - Wayne Kramer
16. "Rotten Egg" - Gas Huffer
17. "Poison Steak" - Red Aunts
18. "No Equalizer" - Down By Law
19. "Alright" - Osker
20. "A.D.D." - Ten Foot Pole
21. "Lozin' Must" - Millencolin
22. "You" - Bad Religion
23. "Ordinary Fight" - I Against I
24. "If" - Pulley
25. "Wake Up" - Pennywise